# Shouwang Huizu Xiang
Shouwang Huizu Xiang (kinesiska: 守望, 守望回族乡) är en socken i Kina. Den ligger i provinsen Yunnan, i den sydvästra delen av landet, omkring 270 kilometer nordost om provinshuvudstaden Kunming. Antalet invånare är 39 436. Befolkningen består av 19 240 kvinnor och 20 196 män. Barn under 15 år utgör 29,0 %, vuxna 15-64 år 63 %, och äldre över 65 år 6,0 %.
Genomsnittlig årsnederbörd är 1 008 millimeter. Den regnigaste månaden är juli, med i genomsnitt 228 mm nederbörd, och den torraste är december, med 7 mm nederbörd.